# Orlando B. Potter

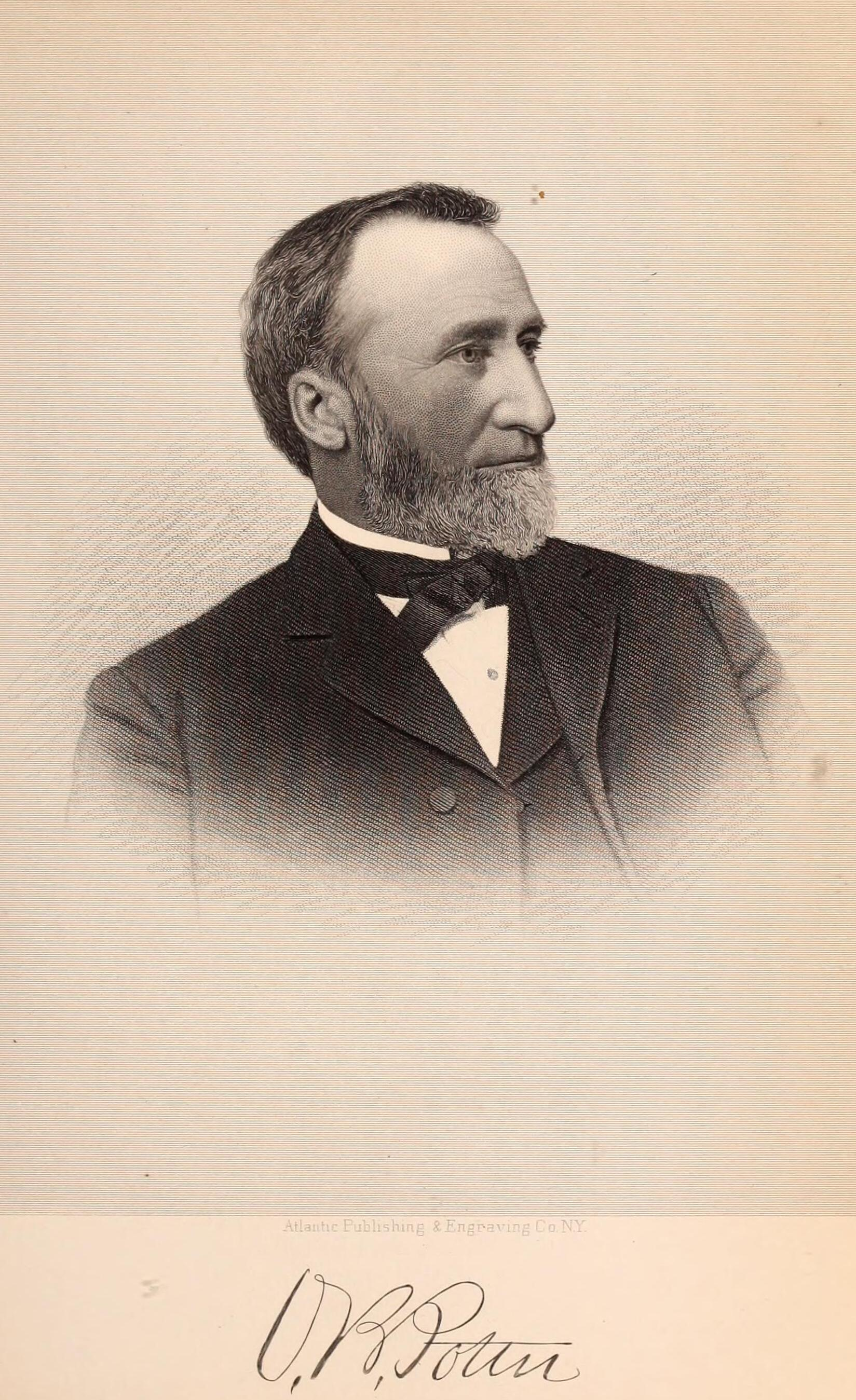
Orlando B. Potter

Orlando Bronson Potter (* 10. März 1823 in Charlemont, Massachusetts; † 2. Januar 1894 in New York City) war ein US-amerikanischer Jurist und Politiker. Zwischen 1883 und 1885 vertrat er den Bundesstaat New York im US-Repräsentantenhaus.

## Werdegang
Orlando Bronson Potter besuchte die Bezirksschule, das Williams College in Williamstown und die Dane Law School in Cambridge. Er studierte Jura. Seine Zulassung als Anwalt erhielt er 1848 und begann dann in Boston zu praktizieren. Er war auch als Hersteller tätig. 1853 zog er nach New York, wo er in der Landwirtschaft tätig war. Politisch gehörte er der Demokratischen Partei an.
Seine Kandidatur im Jahr 1878 für den 46. Kongress war erfolglos. Bei den Kongresswahlen des Jahres 1882 für den 48. Kongress wurde Potter im elften Wahlbezirk von New York in das US-Repräsentantenhaus in Washington, D.C. gewählt, wo er am 4. März 1883 die Nachfolge von Roswell P. Flower antrat. Da er auf eine erneute Kandidatur im Jahr 1884 verzichtete, schied er nach dem 3. März 1885 aus dem Kongress aus.
Von 1882 bis 1886 ließ Potter das nach ihm benannte und seit 1996 unter Denkmalschutz stehende Potter Building im Financial District von Manhattan errichten. 1884 erwarb er ein Bürogebäude, aus dem später das heutige Empire Building entstand. Zwischen 1890 und 1894 war er Mitglied der Rapid Transit Commission von New York City. Er verstarb dort am 2. Januar 1894 und wurde dann auf dem Green-Wood Cemetery in Brooklyn beigesetzt.